# 饒相
饒相（1512年—1591年），字志尹，號三溪，廣東潮州府大埔縣人，民籍，明朝政治人物。

## 生平
嘉靖十三年（1534年）甲午科廣東鄉試第四名舉人。嘉靖十四年（1535年）中式乙未科會試第二百十六名，登第三甲第一百二十一名進士。授中书舍人，历官户部员外郎，监山东、河南漕运，升户部广西司郎中，后因“陪祀失期”，被降职为无为州同知，历升兖州府通判、淮安府同知、南京户部福建司郎中，二十八年出任南昌府知府，三十二年官至江西按察司副使，三十四年辞官回乡。

## 遺存

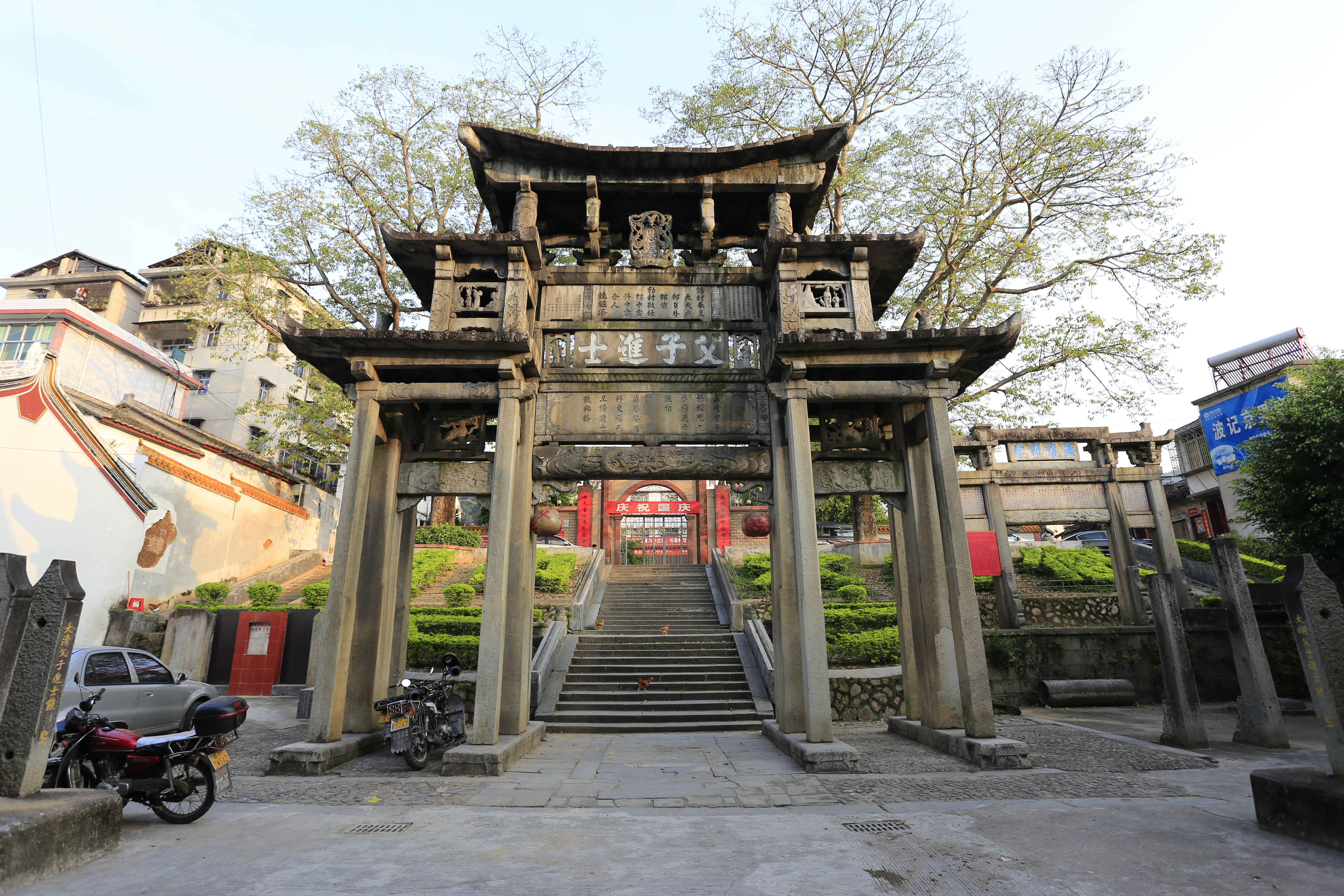
“父子进士”牌坊

“父子进士”牌坊建于明朝万历三十八年（1610年），为纪念饶相与其子饶与龄同中进士所建。至今尚存。

## 家族
曾祖饒輝，曾祖母傅氏；祖父饒世端，祖母曹氏；父饒經濟，母范氏范叔慶女兒。重庆下。弟栋、模、楷、档。